# Daniel Isăilă
Daniel Ionuț Isăilă (Brașov, 29 giugno 1972) è un allenatore di calcio ed ex calciatore rumeno, di ruolo difensore.

## Palmarès

### Allenatore

#### Competizioni nazionali
- Coppa di Romania: 1

Astra Giurgiu: 2013-2014
- Supercoppa di Romania: 1

Astra Giurgiu: 2014